# Vauluizo Bezerra
Vauluizo Bezerra (Aracaju, 1952) é um escultor brasileiro.

## Biografia
Nascido em Sergipe, transferiu-se para a Bahia em 1955. Iniciou o seu trabalho, inicialmente como auto-didata na década de 1970, seguindo uma orientação expressionista, e é considerado um dos mais importantes artistas da geração de 70 da Bahia.
Possui mostras individuais e coletivas no Brasil e no exterior, e obras em diversas coleções. Obteve prêmios nacionais. É autor do Monumento a Thomé de Souza executado em bronze.
Atualmente vive em Salvador. Algumas de suas obras encontram-se expostas no Parque das Esculturas, inaugurado em 1997 na área externa do Solar do Unhão.